# Expositions des vestiges archéologiques provenant de la tombe de Toutânkhamon

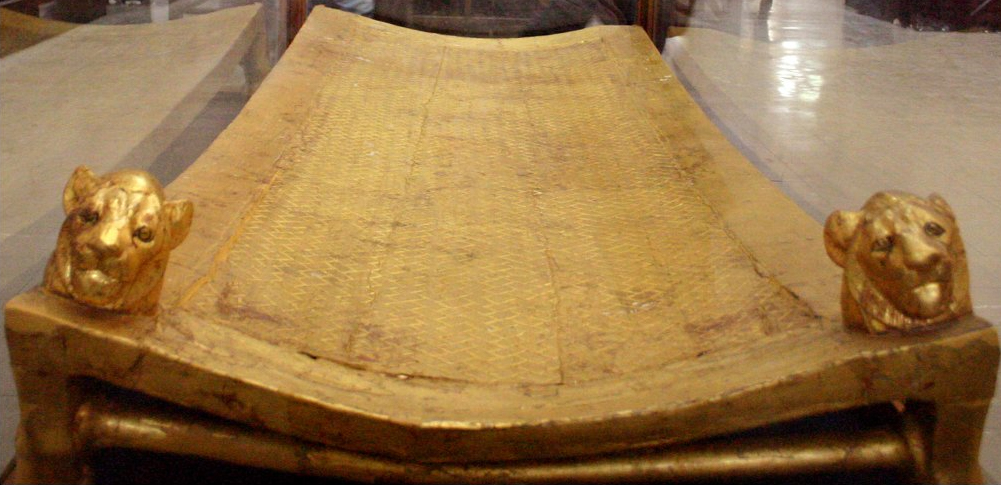
Lit de Toutânkhamon.

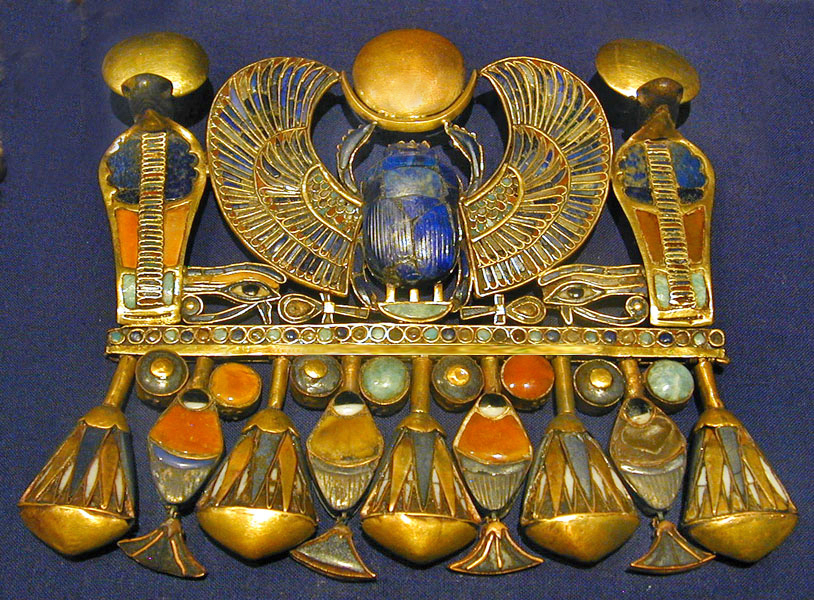
Pectoral appartenant à Toutânkhamon.

Des expositions d'objets provenant de la tombe de Toutânkhamon ont été organisées dans des musées de plusieurs pays, notamment au Royaume-Uni, en Union soviétique, aux États-Unis, au Canada, au Japon, en France, etc.
Les artéfacts avaient suscité un grand intérêt pour l'Égypte antique lorsqu'ils ont été découverts entre 1922 et 1927, mais la plupart d'entre eux sont restés au Musée égyptien du Caire jusqu'aux années 1960, lorsqu'ils ont été exposés pour la première fois hors d'Égypte. En raison de ces expositions, les reliques du tombeau de Toutânkhamon sont parmi les artéfacts les plus visités au monde. La tournée la plus connue était probablement les Trésors de Toutânkhamon de 1972 à 1981.
D'autres expositions ont été organisées, notamment Les trésors de Toutânkhamon en 1961 et 1967, Toutânkhamon : L'au-delà d'or à partir de 2004, Toutânkhamon et l'âge d'or des pharaons à partir de 2005, et Toutânkhamon : le roi d'or et les grands pharaons en 2008. Les expositions permanentes comprennent l'exposition Toutânkhamon à Dorchester, au Royaume-Uni, qui contient des répliques de nombreux artefacts.

## Conservation

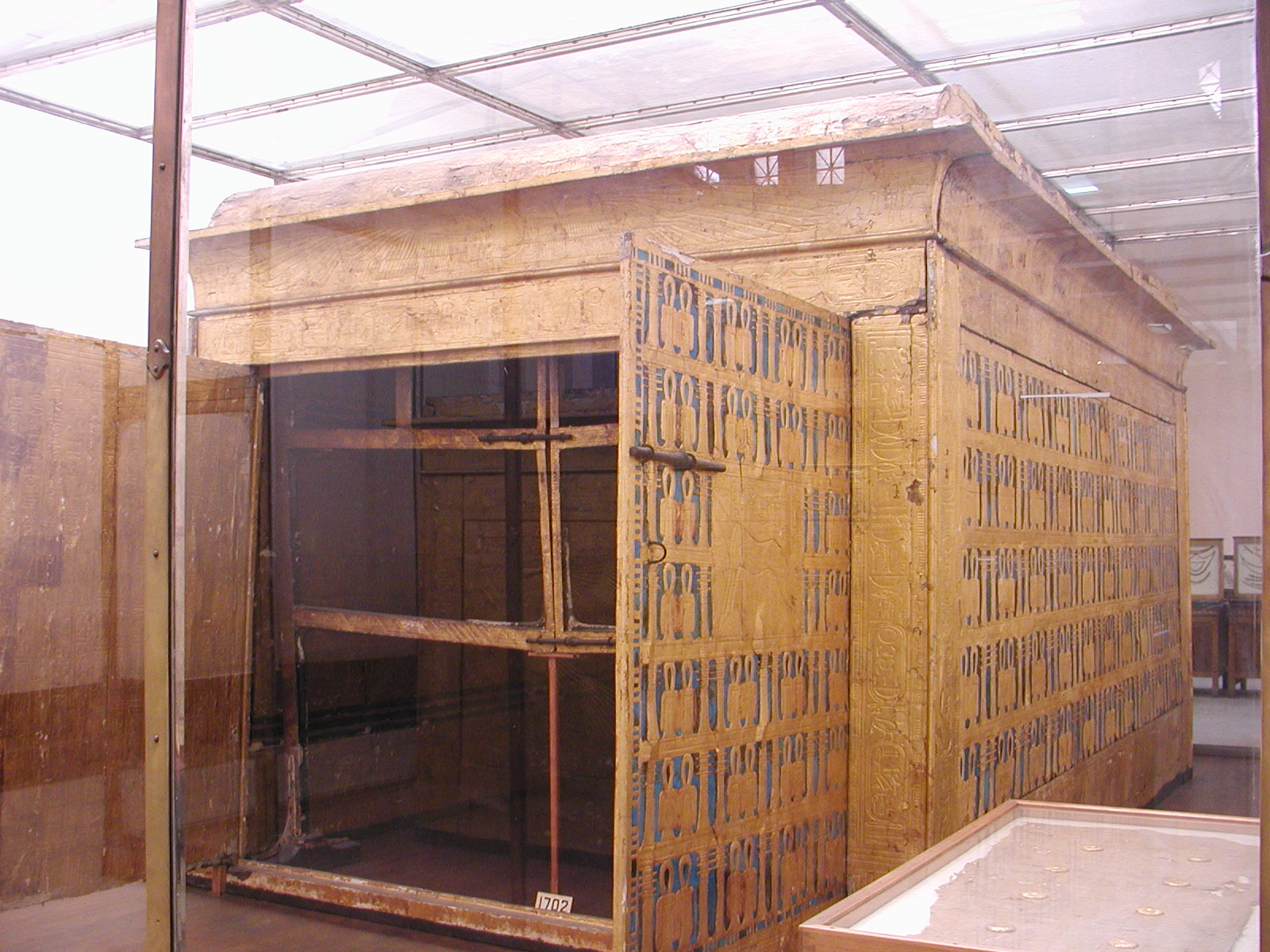
L'un des sanctuaires dorés, désormais exposé au Musée égyptien du Caire.

Tous les artéfacts exhumés de la tombe de Toutânkhamon, sont, par convention internationale, considérés comme propriété du gouvernement égyptien. Par conséquent, ces pièces sont normalement conservés au Musée égyptien du Caire ; la seule façon pour eux d'être montrés internationalement est sur approbation des autorités égyptiennes. Bien que les journalistes et les représentants du gouvernement soutiennent généralement les visites, certains Égyptiens affirment que les objets devraient rester exposés dans leur propre pays, où les écoliers égyptiens y auraient plus facilement accès et où l'exposition du musée attirerait les touristes étrangers.
La coopération internationale est mise en œuvre dès 1959 par le ministre égyptien de la culture Tharwat Okasha (en) et l'égyptologue française Christiane Desroches Noblecourt qui utilisent ce patrimoine de l'Égypte pharaonique comme ambassadeur envoyé dans des expositions internationales afin de lever des fonds pour sauver les temples de Nubie.

## Trésors de Toutânkhamon (1961-1967)
La première exposition itinérante d'un nombre important d'objets de Toutânkhamon a eu lieu de 1961 à 1966. L'exposition, intitulée Trésors de Toutânkhamon, présentait initialement trente-quatre petites pièces en or, en albâtre, en verre et en matériaux similaires. Les parties de l'exposition se déroulant aux États-Unis ont été arrangées par l'Institution du Smithsonian et organisées par le Dr Froelich Rainey, directeur du Musée d'archéologie et d'anthropologie de l'université de Pennsylvanie, avec l'aide du Dr Sarwat Okasha, ministre de la Culture et de l'Orientation nationale de la République arabe unie. L'exposition a voyagé dans dix-huit villes des États-Unis et six au Canada.
L'exposition avait pour but de « stimuler l'intérêt du public pour le programme de sauvetage des monuments nubiens menacés par le projet de barrage d'Assouan, parrainé par l'UNESCO »,. L'exposition a ouvert ses portes en novembre 1961 à la Smithsonian's National Gallery of Art, à Washington.

### Autres musées qui accueillent l'exposition
L'exposition a été présentée dans dix-huit villes des États-Unis et dans six villes du Canada, dont Winnipeg à la législature du Manitoba, Montréal et Ottawa. Les autres arrêts de la visite comprenaient :
- Musée d'archéologie et d'anthropologie de l'université de Pennsylvanie, Philadelphie, Pennsylvanie (15 décembre 1961 - 14 janvier 1962)[7]
- Peabody Museum of Natural History, New Haven, Connecticut (1–28 février 1962)[6]
- Musée des Beaux-Arts de Houston, Texas (15 mars 1962 - 15 avril 1962)
- Joslyn Art Museum, Omaha, Nebraska (1er au 31 mai 1962)[8]
- Field Museum of Natural History, Chicago, Illinois (15 juin - 15 juillet 1962)
- Seattle Art Museum, Seattle, Washington (1er août 1962 - 31 août 1962)
- Palais californien de la Légion d'honneur, San Francisco, Californie (15 septembre 1962-14 octobre 1962)
- Musée d'Art du comté de Los Angeles, Los Angeles, Californie (30 octobre 1962-30 novembre 1962)
- Cleveland Museum of Art, Cleveland, Ohio (15 décembre 1962-13 janvier 1963)
- Musée des Beaux-Arts de Boston, Massachusetts (28 février 1963)
- Musée d'art de la ville de Saint-Louis, Saint-Louis, Missouri, (15 mars-14 avril 1963)
- Walters Art Gallery, Baltimore, Maryland, (1er au 31 mai 1963)
- Dayton Art Institute, Dayton, Ohio, (15 juin-15 juillet 1963)
- Toledo Museum of Art, Toledo, Ohio, (15 septembre-15 octobre 1963)
- Musée royal de l'Ontario, Toronto, Ontario (6 novembre-6 décembre 1964)[9].

L'exposition faisait également partie de l'Exposition universelle de 1964 qui s'est tenue à New York, au pavillon de la République arabe unie (22 avril - 18 octobre 1964).

### Japon (1965-1966)
De 1965 à 1966, une version agrandie de la tournée nord-américaine de 1961-1963 a eu lieu au Japon. L'exposition japonaise a accueilli près de trois millions de visiteurs.
- Musée national de Tokyo, Tokyo, Japon (21 août-octobre 1965)
- Kyoto, Japon (octobre-novembre 1965)
- Centre de culture préfectorale de Fukuoka, Fukuoka, Japon (décembre 1965 - janvier 1966)

### France (1967)
L'exposition française était intitulée Toutânkhamon et son temps et rassemblait quarante-cinq pièces dont le masque funéraire. Elle a accueilli 1 240 975 visiteurs, ce qui a longtemps constitué le record de fréquentation d'une exposition en France, battu seulement en 2019 par une nouvelle exposition Toutânkhamon.
- Petit Palais, Paris, France (17 février - 4 septembre 1967)

## Les trésors de Toutânkhamon(1972-1981)

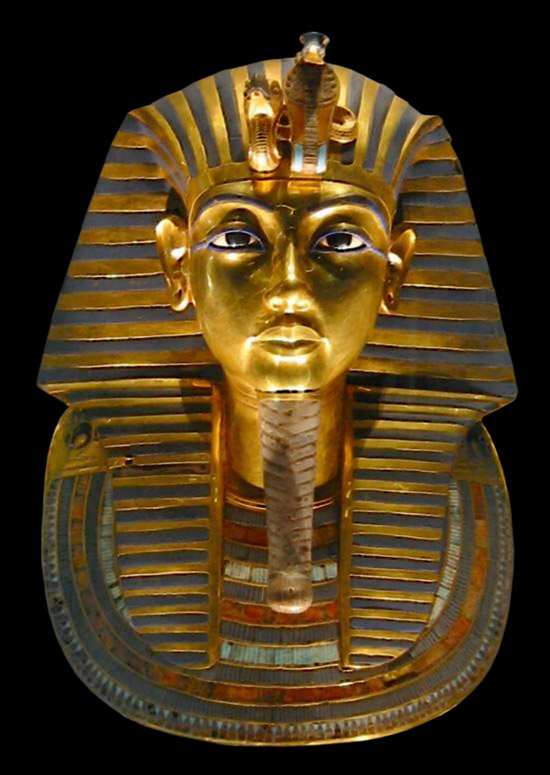
Le masque funéraire emblématique de Toutânkhamon figurait parmi les pièces les plus populaires de l'exposition Les trésors de Toutânkhamon.

La genèse de l'exposition des Trésors de Toutânkhamon reflète la dynamique changeante des relations au Moyen-Orient.

### Royaume-Uni
Elle a été présentée pour la première fois à Londres au British Museum en 1972. Après une année de négociations entre l'Égypte et le Royaume-Uni, un accord a été signé en juillet 1971. Au total, cinquante pièces ont été choisies par les directeurs du British Museum et du Musée du Caire pour être présentées à l'exposition, dont dix-sept n'avaient jamais été exposées en dehors de l'Égypte. À des fins d'assurance, les pièces étaient évaluées à 9,06 millions de livres sterling. En janvier 1972, ils ont été transportés à Londres sur deux vols civils et un vol de la Royal Air Force, transportant, entre autres objets, le masque mortuaire en or de Toutânkhamon. La reine Élisabeth II a officiellement inauguré l'exposition le 29 mars 1972. Plus de 30 000 personnes l'ont visitée dès la première semaine. En septembre, 800 000 personnes avaient visité l'exposition, et sa durée a été prolongée de trois mois en raison de sa popularité. À sa fermeture, le 31 décembre 1972, 1,6 million de visiteurs avaient franchi les portes de l'exposition. Tous les bénéfices (600 000 livres sterling) ont été donnés à l'UNESCO pour la conservation des temples de Philæ, en Égypte.
L'exposition Les trésors de Toutânkhamon a été l'exposition la plus populaire de l'histoire du musée. Elle est considérée comme une réalisation historique dans les relations entre l'Égypte et le Royaume-Uni. L'exposition s'est déplacée vers d'autres pays, notamment l'URSS, les États-Unis, le Canada et l'Allemagne de l'Ouest.

### États-Unis
Les responsables culturels égyptiens ont d'abord bloqué les perspectives d'une tournée américaine, l'Égypte étant alors plus étroitement alignée sur l'Union soviétique, où cinquante pièces avaient effectué une tournée en 1973. Cependant, les relations se sont dégelées plus tard dans l'année lorsque les États-Unis sont intervenus en faveur de l'Égypte pour mettre fin au siège de la troisième armée égyptienne lors d'un conflit militaire avec Israël. Le président américain Richard Nixon s'est ensuite rendu en Égypte, devenant ainsi le premier président américain à le faire depuis la Seconde Guerre mondiale. Il a personnellement obtenu du président égyptien Anouar el-Sadate qu'il autorise la visite des artefacts aux États-Unis - la visite américaine comprenant une ville de plus que la visite soviétique, et plusieurs pièces supplémentaires. L'exposition était la plus grande des artéfacts de Toutânkhamon, avec cinquante-trois pièces.
Le Metropolitan Museum of Art a organisé l'exposition américaine, qui s'est déroulée du 17 novembre 1976 au 30 septembre 1979. Plus de huit millions de personnes y ont assisté. L'exposition du Metropolitan avait été conçue afin de recréer le déroulement de la découverte en 1922 de la tombe remplie de trésors. Outre les objets originaux extraits de la tombe, on y trouvait des réimpressions de négatifs sur plaque de verre de la collection du Metropolitan des photographies du photographe de l'expédition Harry Burton documentant les découvertes de la fouille étape par étape. Le Smithsonian a décrit l'exposition comme une des « expositions à succès » initiale qui a suscité l'intérêt de la communauté muséale pour de telles expositions.
Après la désignation des six lieux de la tournée américaine, les citoyens de San Francisco ont bombardé le bureau du maire en demandant pourquoi la tournée ne s'y rendait pas. En conséquence, les administrateurs du musée se sont envolés pour l'Égypte afin de rencontrer les responsables du Musée égyptien du Caire, où ils ont trouvé un accord mutuel pour une septième étape. Les bénéfices réalisés après les dépenses d'exposition ont permis de verser plus de dix millions de dollars au Musée égyptien pour sa rénovation.

### Autres musées
Après avoir quitté Londres en 1972, l'exposition a fait le tour de l'URSS de 1973 à 1975.
- Musée des Beaux-Arts Pouchkine, Moscou (décembre 1973-mai 1974)
- Musée de l'Ermitage, Saint-Pétersbourg (juillet 1974-novembre 1974)
- Musée national d'art d'Ukraine, Kiev (janvier 1975 - mars 1975)

De 1976 à 1979, l'exposition a été présentée aux États-Unis. Sur les sites suivants, l'exposition a attiré plus de huit millions de visiteurs :
- National Gallery of Art, Washington DC, (17 novembre 1976 - 15 mars 1977) - 836 000 visiteurs en plus de 117 jours[14]
- Field Museum of Natural History, Chicago, Illinois, (14 avril - 15 août 1977)
- Musée d'Art de La Nouvelle-Orléans (15 septembre 1977 - 15 janvier 1978)
- Musée d'Art du comté de Los Angeles (15 février - 15 juin 1978)
- Seattle Art Museum (15 juillet - 15 novembre 1978)[16]
- Metropolitan Museum of Art, New York, (15 décembre 1978 - 15 avril 1979)
- M.H. De Young Memorial Museum, San Francisco, Californie (11 juin - 30 septembre 1979)

Après que l'exposition a quitté les États-Unis, elle est allée à :
- Galerie d'art de l'Ontario, Toronto, Ontario, Canada (1er novembre - 31 décembre 1979)
- Musée égyptien de Berlin, Berlin, Allemagne de l'Ouest (16 février - 26 mai 1980)
- Kölnisches Stadtmuseum, Cologne, Allemagne de l'Ouest (21 juin - 19 octobre 1980)
- Haus der Kunst, Munich, Allemagne de l'Ouest (22 novembre - 1er février 1981)
- Musée August-Kestner, Hanovre, Allemagne de l'Ouest (20 février - 26 avril 1981)
- Musée des Arts et Métiers de Hambourg, Hambourg, Allemagne de l'Ouest (15 mai - 19 juillet 1981)

Lors du passage de l'exposition à San Francisco, le lieutenant de police George E. Labrash a souffert d'une légère attaque cardiaque alors qu'il gardait les trésors pendant des heures. Il a ensuite déposé une plainte contre la ville sur la théorie que sa blessure avait résulté de la malédiction légendaire des pharaons.

## Toutânkhamon et l'âge d'or des pharaons(2004-2011)
Intitulée à l'origine Toutânkhamon : l'au-delà doré, cette exposition est composée de cinquante objets provenant de la tombe de Toutânkhamon ainsi que de soixante-dix objets funéraires provenant d'autres tombes de la XVIIIe dynastie. La tournée de l'exposition a débuté en 2004 à Bâle, en Suisse, et s'est poursuivie à Bonn, en Allemagne, lors de la deuxième étape. La tournée européenne a été organisée par le Hall d'art et d'exposition de la République fédérale d'Allemagne, le Conseil suprême des antiquités (CSA) et le Musée égyptien en coopération avec l'Antikenmuseum Basel und Sammlung Ludwig. Deutsche Telekom a parrainé l'exposition de Bonn.
Toutânkhamon et l'âge d'or des pharaons se compose des mêmes objets que la tournée d'Allemagne et de Suisse, mais dans une exposition un peu différente. Sur les cinquante artéfacts venant de la tombe de Toutânkhamon, moins de dix ont été repris de l'exposition des années 1970. Cette exposition a débuté en 2005 et était dirigé par le Conseil suprême des Antiquités égyptiennes, conjointement avec Arts and Exhibitions International et la National Geographic Society.

### Tournée mondiale
La première étape américaine de l'exposition Toutânkhamon et l'âge d'or des pharaons a attiré environ trois millions de visiteurs et a été présentée dans les lieux suivants :
- Musée d'art du comté de Los Angeles - 16 juin au 15 novembre 2005
- Musée d'art de Fort Lauderdale - du 15 décembre 2005 au 23 avril 2006
- Musée d'histoire naturelle Field, Chicago - du 26 mai 2006 au 1er janvier 2007
- Franklin Institute, Philadelphie - 3 février au 30 septembre 2007

Du 15 novembre 2007 au 31 août 2008, l'exposition a été présentée à l'O2, à Londres. Elle a ensuite séjourné pendant huit mois au Musée d'Art de Dallas, Texas (octobre 2008 - mai 2009), et pendant neuf mois au De Young Museum de San Francisco, du 27 juin 2009 au 28 mars 2010. Du 23 avril 2010 au 11 janvier 2011, l'exposition a été présentée à l'exposition Discovery Times Square à New York.
En 2011, l'exposition s'est rendue pour la première fois en Australie. Elle a été inaugurée au Musée de Melbourne en avril pour sa seule escale australienne, où elle a obtenu le plus grand nombre de billets d'exposition itinérante de l'histoire du pays avant que les trésors de l'Égypte ne reviennent au Caire en décembre 2011,,.

### Objets exposés
Toutânkhamon et l'âge d'or des pharaons présente des objets réels extraits des tombes des anciens pharaons égyptiens. Sur les cent-trente objets authentiques présentés, cinquante ont été trouvés spécifiquement lors des fouilles de la tombe de Toutânkhamon. L'exposition comprend quatre-vingts objets provenant des règnes des prédécesseurs immédiats de Toutânkhamon dans la dix-huitième dynastie, tels qu'Hatchepsout, dont les politiques commerciales ont considérablement augmenté la richesse de cette dynastie et ont permis la richesse somptueuse des artefacts funéraires de Toutânkhamon. D'autres objets ont été prélevés sur d'autres tombes royales de la XVIIIe dynastie (datant de 1555 à 1305 avant J.-C.) couvrant les pharaons Amenhotep II, Amenhotep III et Thoutmôsis IV, entre autres. Des objets provenant de la tombe largement intacte de Youya et Touya (les arrière-grands-parents du roi Toutânkhamon, les parents de Tiyi qui était la grande épouse royale du pharaon égyptien Amenhotep III) sont également inclus. Le tombeau de Youya et Touya était l'une des découvertes historiques les plus célèbres de la vallée des Rois jusqu'à la découverte de Howard Carter en 1922. Cette exposition ne comprend ni le masque mortuaire en or qui était une exposition populaire de l'exposition Les trésors de Toutânkhamon, ni la momie elle-même. Le gouvernement égyptien a déterminé que ces artefacts sont trop fragiles pour supporter un voyage, et qu'ils resteront donc en Égypte de façon permanente. La momie de Toutânkhamon est la seule momie connue de la vallée des Rois à se trouver encore dans sa tombe d'origine, KV62.

## Toutânkhamon: Le roi d'or et les grands pharaons(2008-2013)
Cette exposition, qui présentait des artéfacts complètement différents de ceux de Toutânkhamon et de l'âge d'or des pharaons, a été présentée pour la première fois au Musée ethnologique de Vienne du 9 au 28 septembre 2008 sous l'intitulé Toutânkhamon et le monde des pharaons. Elle montrait cent-quarante trésors de la vallée des Rois, provenant de la tombe de Toutânkhamon et de celles d'autres pharaons. L'exposition s'est poursuivie avec les étapes suivantes :
- Atlanta Civic Center (15 novembre 2008 au 22 mai 2009), Atlanta, Géorgie
- Children's Museum of Indianapolis (25 juin au 25 octobre 2009), Indianapolis, Indiana
- Musée des beaux-arts de l'Ontario (20 novembre 2009 au 2 mai 2010), Toronto, Ontario, Canada
- Musée d'Art de Denver (1er juillet 2010 au 2 janvier 2011), Denver, Colorado
- Musée des sciences du Minnesota (18 février au 5 septembre 2011), St Paul, Minnesota
- Musée des Beaux-Arts de Houston (13 octobre 2011 au 15 avril 2012), Houston, Texas
- Pacific Science Center (24 mai 2012 au 6 janvier 2013), Seattle, Washington[26]

## Trésors du pharaon d'or(2018-2021)
Cette exposition d'IMG Exhibitions présente plus de cent-cinquante objets funéraires authentiques, dont beaucoup apparaissent en dehors de l'Égypte pour la première fois. De mars 2018 à mai 2020, elle est en tournée en Amérique, en France et en Angleterre. Une nouvelle exposition permanente pour les trésors est en cours de construction au Grand Musée égyptien du Caire, c'est donc la dernière fois que le contenu de la tombe serait présenté en dehors de l'Égypte.
- California Science Center (24 mars 2018 au 6 janvier 2019), Los Angeles, Californie[28]
- Grande halle de la Villette (23 mars 2019 au 15 septembre 2019), Paris, France[29]
- Galerie Saatchi (2 novembre 2019 au 3 mai 2020), Londres, Angleterre[30]
- The Castle at Park Plaza (13 juin 2020 au 3 janvier 2021), Boston Massachusetts[31],[32]
- Australian Museum (6 mois, 2021), Sydney Australie[33]

Avec 1 423 170 visiteurs, l'étape parisienne est devenue l'exposition la plus visitée de France, battant le record détenu par la précédente exposition Toutânkhamon de 1967.

## Expositions de répliques
Plusieurs expositions ont été créées pour présenter des répliques d'artéfacts de Toutânkhamon, plutôt que de véritables artéfacts provenant de sites archéologiques.
Ceux-ci donnent accès à des pièces d'aspects comparables aux visiteurs vivant dans des endroits où les véritables artéfacts n'ont pas circulé. La première exposition de réplique, une copie de la tombe de Toutânkhamon, a été construite quelques années seulement après la découverte de la tombe. Cette réplique était temporaire, mise en scène par Arthur Weigall pour l'exposition impériale britannique à Wembley, en 1924. Des expositions de répliques modernes existent à Dorchester, dans le Dorset, en Angleterre, à Las Vegas, dans le Nevada, aux Etats-Unis et même au Caire, en Égypte (où l'exposition de répliques vise à réduire la surfréquentation des lieux réels).
Une exposition itinérante de répliques intitulée Toutânkhamon : son tombeau et ses trésors, comprenant plusieurs centaines de pièces, a été présentée à Zurich, Brno, Munich et Barcelone.

### Exposition de Toutânkhamon à Dorchester
L'exposition Toutânkhamon à Dorchester, dans le Dorset, en Angleterre, est une exposition permanente créée en 1986 par Michael Ridley pour recréer le tombeau de Toutânkhamon. L'exposition ne présente aucun des trésors réels de Toutânkhamon, mais tous les artefacts sont des fac-similés exacts des objets réels. Les matériaux originaux ont été utilisés dans la mesure du possible, y compris l'or. L'histoire s'articule autour du célèbre archéologue anglais Howard Carter. L'exposition révèle l'histoire du point de vue de Carter lorsqu'il est entré dans la tombe de la vallée des Rois en novembre 1922.

#### Sections de l'exposition
- La section d'entrée de l'exposition affiche des informations générales sur la vie et la mort de Toutânkhamon.
- La momie de Toutânkhamon, un modèle grandeur nature de la momie s'affiche. Les exposants affirment qu'il a fallu plus de deux ans pour recréer la momie. Les images radiographiques prises de la vraie momie ont aidé à faire une copie exacte.
- L'antichambre contient des répliques de meubles et des objets personnels de Toutânkhamon avec lesquels il avait été enterré.
- La chambre funéraire présente des répliques du sarcophage et du cercueil de Toutânkhamon.
- La salle au trésor montre des recréations de statues et de bijoux trouvés dans la tombe de Toutânkhamon. La statue assise d'Anubis, le trône d'or, le masque de mort doré et la statue de la déesse gardienne Serket sont affichés entre autres.

### ExpositionDécouverte de Toutânkhamon, Ashmolean Museum, Oxford
L'exposition Discovering Tutankhamun au Ashmolean Museum d'Oxford, en Angleterre, était une exposition temporaire, ouverte de juillet à novembre 2014, qui montrait les fouilles de Howard Carter dans la tombe de Toutânkhamon en 1922. Des documents originaux, des dessins et des photographies du Griffith Institute y sont exposés. Les archives complètes des dix années de fouilles du tombeau de Toutânkhamon ont été déposées aux archives du Griffith Institute de l'Université d'Oxford peu après la mort de Carter. Une réplique du masque mortuaire a été exposée avec des répliques d'autres objets provenant de la tombe.